# Băiuș
Băiuș è un comune della Moldavia situato nel distretto di Leova di 1.315 abitanti al censimento del 2004

## Località
Il comune è formato dall'insieme delle seguenti località (popolazione 2004)
- Băiuș (1.010 abitanti)
- Cociulia Nouă (219 abitanti)
- Hîrtop (86 abitanti)